# Clubiona dyasia
Clubiona dyasia là một loài nhện trong họ Clubionidae.
Loài này thuộc chi Clubiona. Clubiona dyasia được Willis J. Gertsch miêu tả năm 1941.